# Penguin (Tasmania)
Penguin – miasto w Australii, w północnej części Tasmanii.